# 1928年のNFL
1928年のNFLは、NFLの9年目のシーズンである。
クリーブランド・ブルドッグスとダルース・エスキモーズがシーズン開幕前に倒産し、バッファロー・バイソンズが１年休止、ロチェスター・ジェファーソンズが1926年シーズンから2年休止後、倒産した。一方、デトロイト・ウルバリンズが新たに加わり、リーグは前年の12チームから10チームに減少した（1増2減1休）。
プロビデンス・スチームローラーが8勝1敗2分で、NFLチャンピオンに輝いた。

## 順位表
| チーム                               | 勝 | 敗 | 分 | 率   |
| ------------------------------------ | -- | -- | -- | ---- |
| プロビデンス・スチームローラー       | 8  | 1  | 2  | .889 |
| フランクフォード・イエロージャケッツ | 11 | 3  | 2  | .786 |
| デトロイト・ウルバリンズ             | 7  | 2  | 1  | .778 |
| グリーンベイ・パッカーズ             | 6  | 4  | 3  | .600 |
| シカゴ・ベアーズ                     | 7  | 5  | 1  | .583 |
| ニューヨーク・ジャイアンツ           | 4  | 7  | 2  | .364 |
| ニューヨーク・ヤンキース             | 4  | 8  | 1  | .333 |
| ポッツビル・マルーンズ               | 2  | 8  | 0  | .200 |
| シカゴ・カージナルス                 | 1  | 5  | 0  | .167 |
| デイトン・トライアングルス           | 0  | 7  | 0  | .000 |